# Холм Наполеона
Холм Наполеона, (городище Еся (Паесис); лит. Jiesios (Pajiesio) piliakalnis, Napoleono kalnas) — холм, расположенный в Каунасе, Литва, на левом берегу реки Неман, между Панемунским и железнодорожным мостами. Его высота составляет 63,3 метра.
С XIX века он называется Холмом Наполеона. Считается, что именно с этого холма Наполеон I наблюдал за своей Великой армией, пересекающей Неман во время французского вторжения в Россию в июне 1812 года.